# Sergi Pitarch Garrido
|  | No s'ha de confondre amb Sergi Pitarch Sánchez, periodista valencià. |

Sergi Pitarch Garrido (València, 23 de gener de 1976) és un director de cinema valencià. Es va llicenciar en periodisme a la Universitat CEU Cardenal Herrera i es va graduar en construcció documental en el Camp Audiovisual a l'Escola Internacional de Cinema i Televisió de San Antonio de los Baños (Cuba).
De 2004 a 2014 treballa com a guionista per a diferents productores audiovisuals per a emissores de televisió, però des de 2007 entra com a guionista de plantilla a RTVV. on va dirigir i crear la sèrie documental De temporada del 2010 al 2013. El 2014 va dirigir el curtmetratge El último abrazo, que fou nominada al Goya al millor curtmetratge documental i que va rebre el premi al millor curtmetratge valencià als XXIV Premis Turia. El 2018 fou un dels qui encapçalaren la iniciativa Plaerdemavida per tal de difondre la literatura valenciana i que va rebre el Premi Difusió Plaça del Llibre 2018.

## Filmografia
- Un año y un día Guionista (2011)
- La casca de Reis (2014)
- Damnatio Memoriae (2022)
- El último abrazo (2014)
- Helia, Memoria del Stanbrook (2018)[5]
- Alacant, ciutat en guerra (2020)